# Monophyllus plethodon
Monophyllus plethodon (Miller, 1900) è un pipistrello della famiglia dei Fillostomidi diffuso nei Caraibi.

## Descrizione

### Dimensioni
Pipistrello di piccole dimensioni, con la lunghezza totale tra 67 e 84 mm, la lunghezza dell'avambraccio tra 38,8 e 45,7 mm, la lunghezza della coda tra 8 e 16 mm, la lunghezza del piede tra 12 e 15 mm e un peso fino a 17,2 g.

### Aspetto
La pelliccia è corta. Il colore generale del corpo è marrone o fulvo chiaro. Il muso è lungo e sottile con una foglia nasale piccola e lanceolata. La lingua è molto lunga, sottile, estensibile e con delle papille filiformi all'estremità. Le orecchie sono piccole, triangolari e ben separate tra loro. Il trago è piccolo ed appuntito. Le ali sono attaccate posteriormente lungo le anche. I piedi sono piccoli. La coda è corta, mentre l'uropatagio è ridotto ad una sottile membrana lungo le parti interne degli arti inferiori e con il margine libero a forma di V. Il calcar è corto.

## Biologia

### Comportamento
Si rifugia all'interno di grotte.

### Alimentazione
Si nutre di polline.

### Riproduzione
Femmine gravide sono state catturate sull'isola di Dominica da marzo ad aprile.

## Distribuzione e habitat
Questa specie è diffusa nelle Piccole Antille da Anguilla fino alle Barbados. È vissuto in epoca storica anche sull'isola di Porto Rico.
Vive in boschi nelle vicinanze di campi di canna da zucchero, in piantagioni di banane e nelle dense foreste pluviali fino a 550 metri di altitudine.

## Tassonomia
Sono state riconosciute 3 sottospecie:
- M.p.plethodon: Barbados;
- M.p.frater † (Anthony, 1917): Conosciuto soltanto da resti fossili rinvenuti a Porto Rico;
- M.p.luciae (Miller, 1902): Anguilla, Saba, Barbuda, Antigua, Dominica, Saint Lucia e Saint Vincent.

## Conservazione
La IUCN Red List, considerata la popolazione presumibilmente numerosa e l'habitat non eccessivamente in declino, classifica M.plethodon come specie a rischio minimo (Least Concern)).